# Embalse de San Esteban
El embalse de San Esteban (en gallego: encoro de Santo Estevo) es una infraestructura hidrológica construida en el río Sil, en el municipio de Nogueira de Ramuín, provincia de Orense, Galicia, España. La central cuenta con una potencia de 264 megavatios (MW) repartidos en cuatro grupos con turbinas Francis de 66 megavatios de potencia cada una. Tiene un caudal de 300 metros cúbicos por segundo.

## Central hidroeléctrica
La central de San Esteban dio sus primeros pasos en 1945, cuando comenzó la construcción de los accesos al terreno donde se ubicaría la planta, en el cañón del río Sil. Durante los doce años que tardó en levantarse la central, trabajaron en la obra alrededor de 3650 hombres, la mayoría (unos 2000) durante la fase en la que se levantó la presa. En 1948 se decidió paralizar la obra por las dificultades propias de la posguerra para importar la maquinaria necesaria. Los trabajos se reanudaron en 1950 hasta 1957, año en que se completó la instalación del cuarto grupo. No obstante, la inauguración oficial de la central de San Esteban tuvo lugar un año antes, en septiembre de 1956. Con una capacidad de producción media anual de 1000 millones de kWh, la planta de San Esteban fue en su momento la mayor de Europa.

### San Esteban II
La central eléctrica entró en funcionamiento en 2012; su capacidad instalada es de 175 MW. La planta de energía está en una caverna en el lado izquierdo del río.
Una turbina Francis tiene una potencia máxima de 175 MW y el generador 210 MVA. La velocidad nominal de la turbina es de 166,7 revoluciones por minuto. La altura es de 95 m, el caudal es de 200 m³/s (máximo 206). En la aparamenta se aumenta la tensión del generador de 15 kV a 220 kV.